# Distrikt Cacra

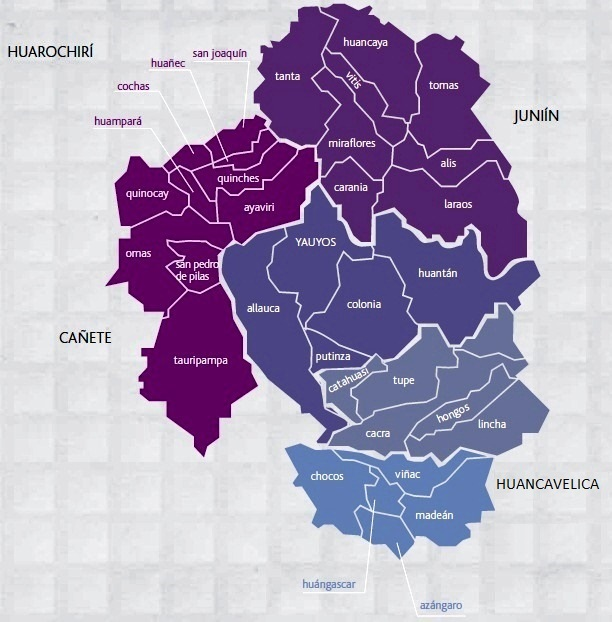
Karte der Provinz Yauyos

Der Distrikt Cacra liegt in der Provinz Yauyos in der Region Lima im zentralen Westen von Peru. Der Distrikt wurde am 15. Juli 1936 gegründet. Er besitzt eine Fläche von 210 km². Beim Zensus 2017 wurden 560 Einwohner gezählt. Im Jahr 1993 lag die Einwohnerzahl bei 930, im Jahr 2007 bei 544. Sitz der Distriktverwaltung ist die 2790 m hoch gelegene Ortschaft Cacra mit 240 Einwohnern (Stand 2017). Cacra befindet sich knapp 42 km südsüdöstlich der Provinzhauptstadt Yauyos.

## Geographische Lage
Der Distrikt Cacra befindet sich in der peruanischen Westkordillere im Süden der Provinz Yauyos. Die Längsausdehnung in WSW-ONO-Richtung beträgt 46 km, die maximale Breite liegt bei etwa 8 km. Der Distrikt erstreckt sich vom Río Cañete im Westen bis zur kontinentalen Wasserscheide im Osten. Fast das ganze Areal liegt im Einzugsgebiet des Río Cacra, einem linken Nebenfluss des Río Cañete.
Der Distrikt Cacra grenzt im Norden an die Distrikte Allauca, Catahuasi und Tupe, im Osten an den Distrikt Acobambilla (Provinz Huancavelica) sowie im Süden an die Distrikte Hongos, Lincha und Viñac.

## Ortschaften
Im Distrikt gibt es neben dem Hauptort folgende größere Ortschaften:
- Huayllampi
- San Jeronimo (291 Einwohner)
- Villafranca